# Perfect Marriage Revenge
Perfect Marriage Revenge (en hangul, 완벽한 결혼의 정석; romanización revisada, Wanbyeokan gyeolhon-ui jeongseok; literalmente, «La esencia de un matrimonio perfecto») es una serie de televisión surcoreana dirigida por Oh Sang-won y protagonizada por  Sung Hoon, Jung Yoo-min, Jin Ji-hee, Kang Shin-hyo y Oh Seung-yoon. Está basada en una novela web del mismo título original coreano, y se emitió por el canal MBN desde el 28 de octubre hasta el 3 de diciembre de 2023, los sábados y domingos a las 21:50 (hora local coreana).

## Sinopsis
La serie presenta un vertiginoso y secreto drama de venganza romántica entre Han Yi-joo, una mujer que elige un matrimonio por contrato para vengarse de su marido y la familia de él, y Seo Do-kook, un hombre que pospone el matrimonio por contrato para tomarla como esposa.

## Reparto

### Principal
- Sung Hoon como Seo Do-kook, de 33 años, director de una empresa de plataformas de diseño de interiores. Es una persona que está dispuesta a ayudar a Yi-joo, a pesar de que conoce su plan de usarlo para vengarse.[3][4][5]
- Jung Yoo-min como Han Yi-joo, una pintora de 31 años. Es la hermana mayor de Yoo-ra, hija adoptiva de Jung-hye y Han Jin-woong, y exmujer de Se-hyuk.[4][5][6]
- Jin Ji-hee como Han Yoo-ra, de 28 años, que trabaja en la galería de arte The Han. Hija biológica de Jung-hye.[5]
- Kang Shin-hyo como Seo Jung-wook, de 38 años, vicepresidente de Taeja Construction, hermanastro de Do-kook.[5][7]
- Oh Seung-yoon como Yoo Se-hyuk, de 32 años, el marido de Han Yi-joo antes de su regreso y secretario jefe de la empresa de Seo Do-kook. Se-hyuk es un personaje que se convirtió en el marido de Han Yi-joo para estar más cerca de Han Yoo-ra, a la que ama.[2][5][8]

### Secundario

#### Familia de Yi-joo
- Lee Min-young como Lee Jung-hye, ejecutiva del Grupo Hanul Financial y directora ejecutiva de la galería The Han. Madre adoptiva de Yi-joo y biológica de Yoo-ra.[5]
- Jeon No-min como Han Jin-woong, el padre adoptivo de Han Yi-joo y presidente del Grupo Hanul Financial, un hombre de personalidad fría que intenta conseguir lo que quiere a cualquier precio.[2]
- Lee Byung-joon como Han Woon-jae, el abuelo de Han Yi-joo;  es la persona que fundó una gran empresa, pero actualmente sufre un trauma debido a un incidente que experimentó en el proceso.[9]

#### Familia de Do-kook
- Ban Hyo-jung como Lee Tae-ja, la abuela de Do-kook y Do-na, y presidente del Grupo Taeja, con una personalidad audaz y fogosa, y que prefiere a su nieto antes que a su débil hijo como sucesor en el grupo.[2]
- Kim Eung-soo como Seo Young-kyun, el padre de Do-kook y Do-na, y presidente de Taeja Construction. Tiene una personalidad indecisa y muchos arrepentimientos.[2][5]
- Lee Mi-sook como Cha Yeon-hwa, la madre de Do-kook y Do-na, fuerte por fuera y por dentro. Al principio no le agradaba Han Yi-joo como novia de su hijo, pero en algún momento empezó a preocuparse por ella.[5][10]
- Oh Ha-nee como Seo Do-na, la hermana menor de Do-kook. Con una personalidad honesta y segura, expresa sus opiniones sin dudarlo incluso a los adultos de la familia, y es una persona con perspicacia y creencias agudas.[11]

#### Personal de la compañía de Do-kook
- Lee Myung-hoon como Byun Jae-ho, secretario de Do-kook, marido de Do-na y yerno, por tanto, de Young-kyun y Yeon-hwa.
- Lee Won-hee como Kim Sun-kwon, director ejecutivo adjunto de la empresa de Seo Do-kook y amigo de este.

#### Familia de Se-hyuk
- Kim Ye-ryung como Choi Jae-sook, madre de Se-hyuk y Se-hee.
- Song Soo-yi como Yoo Se-hee, la hermana menor de Se-hyuk, que envidia a Do-na y a Yoo-ra.[12]

#### Otros
- Lee Da-hae como Ahn Soo-jin, periodista de prensa rosa, prima de Do-kook.
- Do-yoo como Kim Jae-won, secretario de Lee Jung-hye, un personaje con una personalidad ingeniosa y de mano dura.[13]
- Jin Hee-kyung como Jamie, una famosa casamentera especializada en familias chaebol que imparte clases de cocina para mujeres de familias adineradas.[2]

### Apariciones especiales
- Hong Seok-cheon como el propietario de una tienda de ropa.[14]

## Producción
La serie está basada en un webtoon del mismo título coreano (en español La esencia de un matrimonio perfecto), escrito por Lee Beom-bae, que ganó un consurso en Naver en 2019, se publicó entre enero y agosto de 2020, y alcanzó gran popularidad, con más de nueve millones de visitas. El director Oh Sang-won y algunos de los protagonistas (Sung Hoon, Kang Shin-hyo y Lee Min-young) ya habían trabajado juntos en la exitosa serie Amor (invitados especiales: matrimonio y divorcio), de 2021-2022.
El 16 de agosto de 2023 la productora anunció la fecha de su estreno, así como los nombres de su reparto protagonista. El 31 del mismo mes distribuyó el primer avance, de un minuto de duración, donde aparecen los cinco protagonistas; el 11 de septiembre salió el segundo, que explica las razones secretas de cada uno de aquellos. El 26 de octubre se presentó la producción en el Hotel Stanford en Sangam-dong, Mapo-gu, Seúl, con la presencia del director Oh Sang-won y los actores Sung Hoon, Jeong Yu-min, Kang Shin-hyo, Jin Ji-hee, Lee Min-young, Jeon No-min, Lee Mi-sook, Kim Eung-soo y Oh Seung-yoon.

## Audiencia
| Temporada | Temporada | Episodio número | Episodio número | Episodio número | Episodio número | Episodio número | Episodio número | Episodio número | Episodio número | Episodio número | Episodio número | Episodio número | Episodio número | Promedio |
| Temporada | Temporada | 1               | 2               | 3               | 4               | 5               | 6               | 7               | 8               | 9               | 10              | 11              | 12              | Promedio |
| --------- | --------- | --------------- | --------------- | --------------- | --------------- | --------------- | --------------- | --------------- | --------------- | --------------- | --------------- | --------------- | --------------- | -------- |
|           | 1         | —               | 421             | 384             | 470             | —               | 384             | 356             | 514             | 495             | 495             | 495             | 568             | 547      |

| Episodio | Fecha de emisión        | Índice de audiencia Nielsen Korea | Índice de audiencia Nielsen Korea |
| Episodio | Fecha de emisión        | Nacional                          | Seúl                              |
| --- | ----------------------- | --------------------------------- | --------------------------------- |
| 1 | 28 de octubre de 2023   | 1,069 % (20.ª)                    | ND                                |
| 2 | 29 de octubre de 2023   | 1,856 % (11.ª)                    | ND                                |
| 3 | 4 de noviembre de 2023  | 1,926 % (10.ª)                    | 2,240 % (5.ª)                     |
| 4 | 5 de noviembre de 2023  | 2,237 % (9.ª)                     | ND                                |
| 5 | 11 de noviembre de 2023 | 1,586 % (14.ª)                    | ND                                |
| 6 | 12 de noviembre de 2023 | 1,804 % (10.ª)                    | ND                                |
| 7 | 18 de noviembre de 2023 | 1,767 % (10.ª)                    | ND                                |
| 8 | 19 de noviembre de 2023 | 2,331 % (6.ª)                     | 1,429 % (8.ª)                     |
| 9 | 25 de noviembre de 2023 | 2,538 % (5.ª)                     | 1,787 % (8.ª)                     |
| 10 | 26 de noviembre de 2023 | 2,407 % (8.ª)                     | 1,912 % (8.ª)                     |
| 11 | 2 de diciembre de 2023  | 2,943 % (6.ª)                     | 2,726 % (3.ª)                     |
| 12 | 3 de diciembre de 2023  | 2,420 % (8.ª)                     | 1,954 % (8.ª)                     |
| Promedio | Promedio                | 2,074 %                           | —(*)                              |
| - En la tabla superior, los números azules representan las calificaciones más bajas y los números rojos representan las más altas. - ND indica que no se conoce el dato correspondiente. - (*) se desconoce el promedio exacto porque no se publicaron los datos de todos los episodios. - Esta serie se transmite en un canal de cable/televisión de pago, que normalmente tiene una audiencia menor respecto a las emisoras de televisión públicas/gratuitas (KBS, SBS, MBC y EBS). |                         |                                   |                                   |